# Goodsprings (Nevada)
Goodsprings es un lugar designado por el censo ubicado en el condado de Clark en el estado estadounidense de Nevada. En el año 2000 tenía una población de 232 habitantes y una densidad poblacional de 59,5 personas por km².

## Geografía
Goodsprings se encuentra ubicado en las coordenadas 35°49′54″N 115°26′3″O / 35.83167, -115.43417.

## Demografía
Según la Oficina del Censo en 2000 los ingresos medios por hogar en la localidad eran de $40.430, y los ingresos medios por familia eran $58.125. Los hombres tenían unos ingresos medios de $35.924 frente a los $28.594 para las mujeres. La renta per cápita para la localidad era de $22.282. Alrededor del 9,2% de la población estaban por debajo del umbral de pobreza.

## En la cultura popular
Goodsprings aparece en el videojuego de 2010: Fallout: New Vegas, siendo el punto de inicio del juego tras la primera cinemática.